# A Cow-Town Reformation
A Cow-Town Reformation est un film muet américain réalisé par Francis Ford et sorti en 1913.

## Fiche technique
- Réalisation : Francis Ford
- Durée : 10 minutes
- Date de sortie : 
  - États-Unis : 19 septembre 1913

## Distribution
- Francis Ford
- Grace Cunard